# Solenostomataceae
Solenostomataceae, porodica jetrenjarki u redu Jungermanniales. Ime je dobila po rodu Solenostoma.

## Rodovi
1. Aponardia (R.M. Schust.) Váňa[1]
2. Arctoscyphus Hässel[1]
3. Cryptocolea R.M. Schust.[1]
4. Diplocolea Amakawa[1]
5. Metasolenostoma Bakalin & Vilnet[1]
6. Protosolenostoma (Amakawa) Bakalin & Vilnet[1]
7. Solenostoma Mitt.[1]